# Demetrio Mansilla Reoyo
Demetrio Mansilla Reoyo (Los Ausines (Burgos) el 23 de noviembre de 1910-Burgos, 7 de diciembre de 1998) fue un obispo, historiador y archivero español. Fue obispo auxiliar de Burgos (1958-1964) y obispo de Ciudad Rodrigo (1964-1989).

## Biografía
Nació en el seno de una familia de pequeños propietarios rurales. 

### Formación
Inició sus estudios eclesiásticos en el Seminario Diocesano de Burgos, continuándolos en la Pontificia Universidad Gregoriana de Roma, donde obtuvo el doctorado en Historia eclesiástica. También obtuvo un diploma en Biblioteconomía, Paleografía y Archivística en el Archivo Apostólico Vaticano.  

### Vida sacerdotal y docente
Fue ordenado sacerdote en Burgos el 22 de septiembre de 1934. Fue profesor de Historia Eclesiástica, Patrología y Arte Cristiano en el Seminario de Burgos durante un curso (1939-1940). En 1947 obtuvo por oposición el cargo de canónigo archivero de la Catedral de Burgos. En 1955 obtuvo por oposición el cargo de canónigo tesorero de la misma catedral.  
Fue colaborador del Instituto Enrique Flórez, perteneciente al Consejo Superior de Investigaciones Científicas (CSIC), y puso en marcha el Instituto español de Historia Eclesiástica en Roma, del que fue rector durante unos años.  

### Episcopado
El 7 de octubre de 1958 fue nombrado obispo auxiliar de la archidiócesis de Burgos y obispo titular de Eritrea. Posteriormente en 1964, fue nombrado obispo de Ciudad Rodrigo (Salamanca), donde permanecerá hasta su jubilación en 1988. 
En 1978 apoyó y suscribió la pastoral del cardenal Marcelo González, arzobispo de Toledo y primado de España, denunciando los errores de la Constitución de 1978 días ante su referéndum de ratificación. Los principales errores señalados son:
- La exclusión del nombre de Dios en una nación de bautizados.
- Falta de referencia a la ley natural, con lo que las leyes quedan a merced de los poderes públicos.
- Falta de garantías para la libertad de enseñanza y de seguridad a los padres para la formación religiosa de sus hijos.
- Falta de tutela para los valores de la familia y del matrimonio, abriendo las puertas del divorcio.
- Y la omisión del veto explícito al aborto.

Además de Mansilla también la apoyaron y suscribieron otros siete obispos -la "gloriosa minoría"-: Segundo García, arzobispo de Burgos; Pablo Barrachina obispo de Orihuela-Alicante; José Guerra Campos, obispo de Cuenca; Ángel Temiño, obispo de Orense; Laureano Castán, obispo de Sigüenza-Guadalajara; Luis Franco, obispo de Tenerife; y Francisco Peralta, administrador apostólico de Vitoria.
Tras su jubilación, trasladó su residencia a su Burgos natal hasta su fallecimiento en 1998. Fue enterrado en la capilla del Pilar de la catedral de Ciudad Rodrigo. Destacó como historiador de la Religión católica, especializándose en archivística eclesiástica. Fue el primer presidente de la Asociación Española de Archiveros y Bibliotecarios Eclesiásticos y presidente de la Junta Nacional del Tesoro Documental y Bibliográfico de la Iglesia Española. Destacan sus escritos sobre catalogación y sobre el archivo capitular de la catedral de Burgos. Al fallecer, su familia donó su extensa biblioteca personal al archivo de la catedral de Burgos.

## Obras

### Libros:
- Iglesia Castellano-Leonesa y Curia romana en los tiempos del rey San Fernando. Estudio documental sacado de los registros vaticanos (Madrid, CSIC, 1945).
- Catálogo de los códices de la Catedral de Burgos (Madrid, CSIC, 1952).
- Catálogo Documental del Archivo de la Catedral de Burgos (804-1416) (Madrid, CSIC, 1971).
- Geografía eclesiástica de España. Estudio históricogeográfico de las diócesis, 2 vols. (Roma, 1994).

## Sucesión
| Predecesor: José Bascuñana y López | Obispo de Ciudad Rodrigo 1964 - 1988 | Sucesor: Antonio Ceballos Atienza |